# Нене, Доржелес
Доржеле́с Нене́ (фр. Dorgeles Nene; род. 23 декабря 2002, Каес) — малийский футболист, полузащитник австрийского клуба «Ред Булл Зальцбург» и национальной сборной Мали.

## Клубная карьера
Начал футбольную карьеру в малийском клубе «Гидар» и футбольной академии «Жан-Марк Гийу Бамако». 4 января 2021 года перешёл в австрийский клуб «Ред Булл Зальцбург», подписав контракт до 31 мая 2025 года, после чего отправился в аренду в клуб «Лиферинг». 12 февраля 2021 года дебютировал за «Лиферинг» в матче против «Аустрии (Лустенау)».
27 января 2022 года отправился в аренду в «Рид». 2 февраля 2022 года дебютировал в австрийской Бундеслиге в матче против «Вольфсберга».

## Карьера в сборной
25 марта 2022 года дебютировал за сборную Мали в матче отборочного турнира к чемпионату мира против сборной Туниса.

## Личная жизнь
Младший брат Леви Нене также является профессиональным футболистом и выступает за «Норшелланн».